# كيرلي هوارد
كيرلي هوارد (بالإنجليزية: Curly Howard)‏ هو دي جيه أمريكي، ولد في 1930، وتوفي في 2001.